# Fred R. Harris
Fred Roy Harris, född 13 november 1930 i Walters, Oklahoma, död 23 november 2024 i Albuquerque, New Mexico, var en amerikansk demokratisk politiker. Han representerade delstaten Oklahoma i USA:s senat 1964–1973.
Harris avlade 1952 grundexamen och 1954 juristexamen vid University of Oklahoma. Han inledde sedan sin karriär som advokat i Lawton. Han var ledamot av delstatens senat 1956–1964. Harris kandiderade utan framgång i demokraternas primärval inför guvernörsvalet i Oklahoma 1962. Republikanerna vann sedan själva guvernörsvalet, för första gången i Oklahomas historia.
Senator Robert S. Kerr avled 1963 i ämbetet och J. Howard Edmondson blev utnämnd till senaten fram till fyllnadsvalet följande år. Harris vann fyllnadsvalet och tillträdde sedan som senator i november 1964. Han omvaldes 1966 men bestämde sig för att inte ställa upp till omval i senatsvalet 1972. Han tillkännagav i stället sin kandidatur i demokraternas primärval inför presidentvalet i USA 1972. Han drog sig ur i ett tidigt skede men gjorde en ny insats i primärvalen inför presidentvalet 1976. Harris profilerade sig som en förespråkare för arbetarnas och indianernas sak. Han var en klart liberal demokrat men de mera liberala demokraternas röster splittrades 1976 mellan Harris och Mo Udall. Detta hjälpte tidigare guvernören i Georgia Jimmy Carter att vinna nomineringen. Carter vann sedan själva presidentvalet.
Harris skrev tre romaner. Han arbetade som professor i statsvetenskap vid University of New Mexico och skrev även flera politiska faktaböcker, till exempel Potomac Fever (1977) och Deadlock or Decision: The U.S. Senate and the Rise of National Politics (1993).